# Wymysłów (powiat słupecki)
Wymysłów – osada w Polsce położona w województwie wielkopolskim, w powiecie słupeckim, w gminie Zagórów
Do 30 czerwca 1923 w gminie Ciążeń. Od 1 lipca 1923 do 31 grudnia 1969 w granicach miasta Zagórowa. Od 1970 do końca 1972 w gromadzie Oleśnica.
W latach 1975–1998 miejscowość należała administracyjnie do województwa konińskiego.